# Cuarteto Takács
El Cuarteto Takács es un cuarteto de cuerda, fundado en Hungría y afincado en Boulder, Colorado, Estados Unidos.

## Historia
En 1975, cuatro estudiantes en la Academia de Música de Budapest, Gábor Takács-Nagy (primer violín), Károly Schranz (segundo violín), Gábor Ormai (viola), y András Fejér (chelo) formaron el Cuarteto Takács. Takács-Nagy, Ormai y Fejér había estado tocando tríos juntos varios meses cuándo conocieron a Schranz durante un partido de fútbol después de las clases. Con la adición inmediata de Károly a su grupo el trío devenía un cuarteto .
Recibieron una primera atención internacional en 1977, ganando el Primer Premio y el Premio de los Críticos en la Competición de Cuarteto de Cuerda Internacional en Evian, Francia. Después el cuarteto ganó la Medalla de Oro en 1979 en las Competiciones de Portsmouth y Bordeaux y Primeros Premios en la Competición de Cuarteto de Cuerda Internacional de Budapest en 1978 y la de Bratislava en 1981. El cuarteto hizo su primera gira norteamericana en 1982.
En 1983, el grupo decidió que sería mejor para ellos y sus familias trasladarse a los Estados Unidos. Un colega les ofreció un sitio como cuarteto-en-residencia en la Universidad de Colorado en Boulder y aceptaron el trabajo.
En 1993, Takács-Nagy dejó el grupo, y el violinista británico Edward Dusinberre le reemplazó. En 1994, Ormai supo que tenía un cáncer incurable y fue reemplazado por otro músico británico, el viola Roger Tapping. Siguiendo a estos cambios, el cuarteto se embarcó en una serie exitosa de registros: un ciclo integral de los seis cuartetos de Bartók (dedicados a la memoria de Ormai, quién murió en 1995) y un ciclo de los cuartetos de Beethoven completo aclamado por la crítica, así como cuartetos de Smetana y Borodin.
En 2005, siguiendo a la conclusión del ciclo Beethoven, Tapping se retiró del grupo para estar más tiempo con su familia. Actualmente enseña música de cámara en el New England Conservatory. Su sustituta fue Geraldine Walther, una viola americana que había sido hasta entonces la principal viola solista de la Sinfónica de San Francisco. Los miembros del cuarteto así como los críticos han remarcado lo deprisa que ella se integró en el conjunto.
En 2006, publicaron su primer registro con Walther, los cuartetos de Schubert Rosamunde y Muerte y la Doncella aclamados por la crítica. Esto era también su primer registro con Hyperion, después de cambiar del sello Decca.

## Miembros actuales
- Edward Dusinberre, primer violín
- Károly Schranz, segundo violín
- Geraldine Walther, viola
- András Fejér, chelo

## Miembros pasados
- Gábor Takács-Nagy, primer violín
- Gábor Ormai, viola
- Roger que Toca, viola

## Premios y reconocimiento
Grammy Award for Best Chamber Music Performance: Andrew Keener (producer), Simon Dominic Eadon (engineer) and the Takács Quartet for Beethoven: String Quartets ("Razumovsky" Op. 59, 1–3; "Harp" Op. 74) (2003).
The Takács has been nominated for a Grammy Award for Best Chamber Music Performance for their recording of Brahms String Quartet, Op. 51, No. 2 on the Hyperion label.
En marzo de 2010 el Cuarteto era honorado por su Excelencia en Investigación y Trabajo Creativo por la Asamblea de Facultad en la Universidad de Colorado en Boulder.

## Discografía seleccionada
- Bartók: Los Seis Cuartetos de Cuerda (Decca 289 455 297-2) (1998). Ganador de Premio del gramófono, Registro de Música de Cámara Mejor
- Beethoven: Los Cuartetos Tempranos: Op. 18, Nos. 1–6 (Decca 000186402) (2004)[5]
- Beethoven: Los Cuartetos Tardíos: Op. 95; Op. 127; Op. 130; Op. 131; Op. 132; Op. 133; Op. 135 (Decca 000387502) (2005)
- Beethoven: El tres Cuartetos "Rasumovsky", Op. 59; el Cuarteto del "Arpa", Op. 74 (Decca 470 847-2 3 DH2) (2002). Grammy Ganador de premio, Registro de Música de Cámara Mejor y Ganador de Premio del Gramófono, Registro de Música de Cámara Mejor
- Borodin: Núm. de Cuarteto de la cuerda 2  (Decca 452 239-2)
- Brahms: Cuartetos de cuerda Op. 51, Nos. 1 y 2 (Decca 425 526-2) (2003)
- Brahms: Cuarteto de cuerda, Op. 67; Quinteto de Piano Op. 34 con András Schiff (Decca 430 529-2)
- Chausson: Concierto para piano, violín y cuarteto de cuerda, Op. 21 con Joshua Bell y Jean-Yves Thibaudet (Decca 000444702) (2005)
- Dvořák: Cuarteto de cuerda Op. 96 "americano"; Cuarteto de Cuerda, Op. 105; Cinco Bagatelles (Decca 47430 077-2)
- Dvořák: Cuarteto de cuerda, Op. 51; Quinteto de Piano, Op. 81 con Andreas Haefliger (Decca 289 66197-2) (1999)
- Haydn: Cuartetos de cuerda Op. 76, Nos. 1–3 (Decca 421 360-2)
- Haydn: Cuartetos de cuerda Op. 76, Nos. 4–6 (Decca 425 467-2)
- Haydn: Cuartetos de cuerda Op. 77, Nos. 1 y 2; Cuarteto de Cuerda, Op. 103 (Decca 430 199-2)
- Mozart: Quinteto de Cuerda, K. 515; Quinteto de Cuerda, K. 516; Adagio y Fugue, K. 546 con György Pauk (Decca 430 772-2) (1993)
- Schubert: Cuarteto de cuerda, D. 804 Rosamunde; Cuarteto de Cuerda D. 810 Muerte y la Doncella (Decca 436 843-2) (1993)
- Schubert: Cuarteto de cuerda D. 804 Rosamunde; Cuarteto de Cuerda D. 810 Muerte y la Doncella (Hyperion CDA67585) (2006)
- Schubert: Quinteto de cuerda, D. 956 (con Miklós Perényi); Quartettsatz, D. 703 (Decca 436 324-2)
- Schubert: Cuarteto de cuerda, D. 887; Notturno con Andreas Haefliger, (Decca 452 854-2) (2003)
- Smetana: Núm. de Cuarteto de la cuerda 1 "De Mi Vida" (Decca 452 239-2) (2003)